# Вулкан Сноу
Вулкан Сноу — действующий вулкан на острове Чирпой (острова Чёрные Братья) Большой Курильской гряды.
Пологий стратовулкан. Высота — 395 м. Расположен в южной части острова.
Исторические извержения 1811, 1879, 1960, 1982, 2012—2017 (излияние лавового потока) годах. В настоящее время фиксируется слабая фумарольная активность.
Назван по имени английского промысловика Г. Дж. Сноу.